# 灰毛滇黄芩
灰毛滇黄芩（学名：Scutellaria amoena var. cinerea）为唇形科黄芩属下的一个变种。

## 扩展阅读
- 維基物種上的相關：灰毛滇黄芩